# Fabian Baier
Fabian Baier (ur. 26 lutego 1988 w Monachium) – niemiecki aktor i producent. Największą sławę zyskał w latach 2004–2009, grając rolę Steve'a Buscha w operze mydlanej Marienhof.

## Filmy i seriale
| Rok       | Film                             | Rola        | Uwagi       |
| --------- | -------------------------------- | ----------- | ----------- |
| 2004-2009 | Marienhof                        | Steve Busch | rola główna |
| 2012      | Die Legende von Julio de la Casa | Fiesling    | rola główna |
| 2013      | Helden aus Alltags               |             | rola główna |